# Vanzy
Vanzy település Franciaországban, Haute-Savoie megyében. Lakosainak száma 350 fő (2022. január 1.). Vanzy Chêne-en-Semine, Chessenaz, Clarafond-Arcine, Desingy és Usinens községekkel határos.

## Népesség
A település népessége az elmúlt években az alábbi módon változott:
| Lakosok száma | 315  | 318  | 340  | 329  | 333  | 336  | 340  | 339  | 350  |
|               | 2013 | 2015 | 2016 | 2017 | 2018 | 2019 | 2020 | 2021 | 2022 |